# 君のいる方へ
『君のいる方へ』（きみのいるほうへ）は、日本のバンド・オレンジスパイニクラブのメジャー2作目の配信シングルである。

## 概要
- 前作「7997」から約5ヶ月ぶりのシングル[1]。

## 収録曲
1. 君のいる方へ [2:19]
作詞・作曲：スズキナオト